# Suncus montanus
Suncus montanus is een zoogdier uit de familie van de spitsmuizen (Soricidae). De wetenschappelijke naam van de soort werd voor het eerst geldig gepubliceerd door Kelaart in 1850.

## Voorkomen
De soort komt voor in India en Sri Lanka.